# Sabine Peters

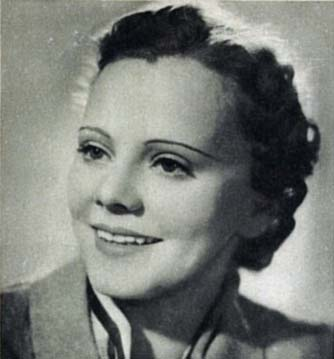
Sabine Peters.

Sabine Peters, född 29 december 1912 i Berlin, Kejsardömet Tyskland, död 10 oktober 1982 i München, Västtyskland, var en tysk skådespelare. Peters medverkade under 1930-talet och 1940-talet i ett trettiotal tyska filmer, mest komedier och romantikfilmer. Hon är mor till mezzosopranen och sångpedagogen Brigitte Fassbaender.

## Filmografi, urval
- 1936 – Irene min dotter
- 1938 – Kvartetten gifter sig